# Folktronica
Folktronica hay electrofolk là một thể loại âm nhạc kết hợp nhiều yếu tố của nhạc dân gian và nhạc điện tử.

## Lịch sử
Jim Byers là người nghĩ ra tên cho thuật ngữ folktronica trên trang web nay đã đóng cửa BurnitBlue.com, trong thời kỳ nảy nở các hãng đĩa như Twisted Nerve tại Manchester, có nghệ sĩ chơi nhạc cụ như Badly Drawn Boy, ban đầu chơi nhạc điện tử. Nó sau đó được dùng để miêu tả âm nhạc của Kieran Hebden và dự án Four Tet của anh năm 2001. Năm 2001, nghệ sĩ Momus phát hành album tên Folktronic giúp phổ biến thêm thuật ngữ này. Một thể loại tương tự là "Laptop folk", là thể loại nhạc dân gian điện tử tối giản hơn.
Một vài album trong thể loại này là: Pause của Four Tet (2001), Mother's Daughter and Other Songs của Tunng (2005), The Milk of Human Kindness của Caribou (2005), Seventh Tree (2008) và Tales of Us (2013) của Goldfrapp, The Age of Adz của Sufjan Stevens (2010), và Everyday Robots của Damon Albarn (2014).